# 淫獸教師
淫獸教師（淫獣教師）是由日本成人動畫公司Pink Pineapple於1994年發售的原創成人動畫作品。

## 真人版電影
第1作是1995年3月10日发售。全5作，每集長約70分鐘，屬於成人三級片或稱成人小電影、粉紅色電影（ピンク映画），並非A片。第二部和第三部劇情上有連貫，但五部都可以獨立看。
真人版故事與原作動畫無關，但保有以下要素，也可以說明淫獸教師雖然故事獨立，但仍有中心主旨。
- 觸手怪物：真人版表現雖然無法像動畫自由，輕易做出爆衣等效果，但至少做出人們與觸手的互動。另外除了侵犯女性，觸手還可能殺害人類。
- 學校：舞台還是在學校，只是變成高中。
- 恐怖片氣氛：恐怖慢慢逼近，謎底慢慢解開。恐怖片氣氛也可以說是至今日淫獸教師能算是有特色的緣故。真人版的觸手怪物還會殺人，與恐怖片又更接近了。結局也是留「斬草並未除根」這種典型恐怖片結尾。

### 第一部
三位花樣年華的高中女生，以大人無法理解的價值觀販賣自己的身體。他們的老師不希望他們從事援助交際，便試圖循循善誘，挽救他們價值觀。但沒想到他們三位一個個意外死亡，而老師自己則是有時會進入無意識狀態。

### 第二部
兩名老師一男一女帶著兩位男學生和三位女學生來到山中露營。卻沒想到，有人不小心喝進了怪物的卵，而變成了觸手怪物。觸手怪物會轉移到另一人身上，原先的寄主則會隨之死亡。

### 第三部
怪物屬性同第二集。前往山中露營的師生七人卻都罹難，唯一的倖存者則是昏迷不醒。怪物以此為出發點，展開了新的一波行動，恐怖慢慢逼向罹難師生的同學、同事。另一方面，有位神父察覺惡魔的存在，設法阻止牠，卻還是來不及，最後.......

### 制作人员
第1作
- 監督：服部光則
- プロデューサー：本島章雄、今井朝幸
- 脚本：岡野有紀
- 撮影：嶋田求

II
- 監督：清水厚
- プロデューサー：本島章雄、今井朝幸
- 脚本：古庄淳
- 撮影：須藤昭栄
- 美術：吉川康美

III
- 監督：服部光則
- プロデューサー：脇山理、井朝幸
- 脚本：古庄淳
- 撮影：須藤昭栄

IV
- 監督：服部光則
- プロデューサー：林由恵、今井朝幸、藤井恭
- 脚本：岡野有紀
- 撮影：苧野昇

V
- 監督：清水厚
- 企画：乱交太郎
- プロデューサー：林由恵、今井朝幸、藤井栄
- 脚本：青井三十五
- 撮影：宇佐見裕二
- 美術：坂本享大
- 音楽：村山竜二

### 演员表
；第1作
- 本木まり子
- 麻生菜月
- 篠原鮎
- 川越真理
- 新堂有望
- 妹尾洸

；II
- 水谷リカ
- 中田麻友
- 高橋和興
- 金沢なな
- 浜口啓二
- 健吾
- 谷川みゆき

；III
- 角松かのり
- 川奈ゆい
- 今井のぞみ
- 水谷リカ
- 佐藤晃市
- 新堂有望
- 北川たか子
- 佐渡稔

；IV
- 光希笙
- 松田ちゆり
- 有水敬樹
- 椎名佳容
- 矢吹まりな

；V
- 須藤あゆみ
- 西守正樹
- 藤谷かな
- 水沢ゆり
- 中井信之
- 平沙織